# Poikellinen
Poikellinen är en sjö i kommunen Mänttä-Filpula i landskapet Birkaland i Finland. Arean är 37 hektar och strandlinjen är 4,4 kilometer lång. Sjön  ingår i Kumo älvs huvudavrinningsområde.   Den ligger omkring 80 kilometer norr om Tammerfors och omkring 230 kilometer norr om Helsingfors. 